# Neritina clenchi
Neritina clenchi är en snäckart som beskrevs av Russell 1940. Neritina clenchi ingår i släktet Neritina och familjen båtsnäckor. Inga underarter finns listade i Catalogue of Life.